# ساقية داقوف
قرية ساقية داقوف هي إحدى القرى التابعة لمركز سمالوط بمحافظة المنيا في جمهورية مصر العربية. حسب إحصاءات سنة 2006، بلغ إجمالي السكان في ساقية داقوف 10350 نسمة، منهم 5157 رجلا و5193 امرأة.